# The Gambia News & Report
The Gambia News & Report ist ein gambisches Wochenmagazin. Das Büro des Verlages liegt in Kanifing Municipal, Serekunda an der Mosque Road.

## Geschichte
Swaebou Conateh gründete nach seiner Pensionierung als Direktor für Information und Rundfunk 1992 die Gambia Communication Agency and Baroueli Enterprises und wurde Herausgeber des Wochenmagazins, Anfangs zweiwöchentlich, The Gambia News & Report (auch Gambia News and Report Weekly Magazine). Das Magazin vergab jährlich von 1992 bis 2016 die vielbeachtete Auszeichnung Person of the Year für Gambier, die sich in ihren jeweiligen Bereichen besonders hervorgetan haben.
Um 2011 gab es neun Mitarbeiter.
2018 verstarb Conateh, Ismaila Naban, der Chefredakteur, übernahm die Leitung des News and Report Magazine.